# Sisante (kommunhuvudort)
Sisante är en kommunhuvudort i Spanien.   Den ligger i provinsen Provincia de Cuenca och regionen Kastilien-La Mancha, i den centrala delen av landet, 170 km sydost om huvudstaden Madrid. Sisante ligger 743 meter över havet och antalet invånare är 1 775.
Terrängen runt Sisante är lite kuperad. Runt Sisante är det glesbefolkat, med 17 invånare per kvadratkilometer. Närmaste större samhälle är San Clemente, 19,4 km väster om Sisante. Trakten runt Sisante består till största delen av jordbruksmark.